# Борозна обірвалася
Борозна обірвалася (англ. A Furrow Cut Short) — десятий студійний альбом фолк блек-метал гурту «Drudkh», виданий у 2015 році лейблом «Season of Mist».
Тексти диска складені з лірики Василя Стуса «За літописом Самовидця» (1971—1977), Юрія Буревія, Миколи Вінграновського «Ніч Івана Богуна» (1965) та Михайла Ситника. В оформленні альбому використані ілюстрації Василя Лопати з книги «Слово о полку Ігоревім» (1986).

## Опис
За музичною складовою альбом менш вибагливий аніж попередні. Зловісний звук, шалені рифи та монотонність аранжувань витіснили все інше. Жодних пост-рокових експериментів або загравань з народними інструментами та акустичними інтерлюдіями. Вокал акцентовано на передній план.

## Список композицій
| #     | Назва | Тривалість |
| ----- | --- | ---------- |
| 1.    | «Прокляті сини I (англ. Cursed Sons I)» (лірика Василь Стус)                                              | 09:20      |
| 2.    | «Прокляті сини II (англ. Cursed Sons II)» (лірика Василь Стус)                                            | 07:05      |
| 3.    | «Епосі нескорених поетів (англ. To the Epoch of Unbowed Poets)» (Юрій Буревій)                            | 09:00      |
| 4.    | «Тліючий попіл (англ. Embers)» (лірика Олег Ольжич)                                                       | 06:27      |
| 5.    | «Безчестя I (англ. Dishonour I)» (лірика Микола Вінграновський)                                           | 09:11      |
| 6.    | «Безчестя II (англ. Dishonour II)» (лірика Микола Вінграновський)                                         | 09:22      |
| 7.    | «Поки не засиплють чужою землею очі (англ. Till Foreign Ground Shall Cover Eyes)» (лірика Михайло Ситник) | 08:25      |
| 58:50 | |            |

## Склад на момент запису
- Роман «Thurios» Благих — вокал, клавішні
- Роман Саєнко — гітара
- Кречет — бас
- Владислав «Влад» Петров — ударні, клавішні